# Zebu

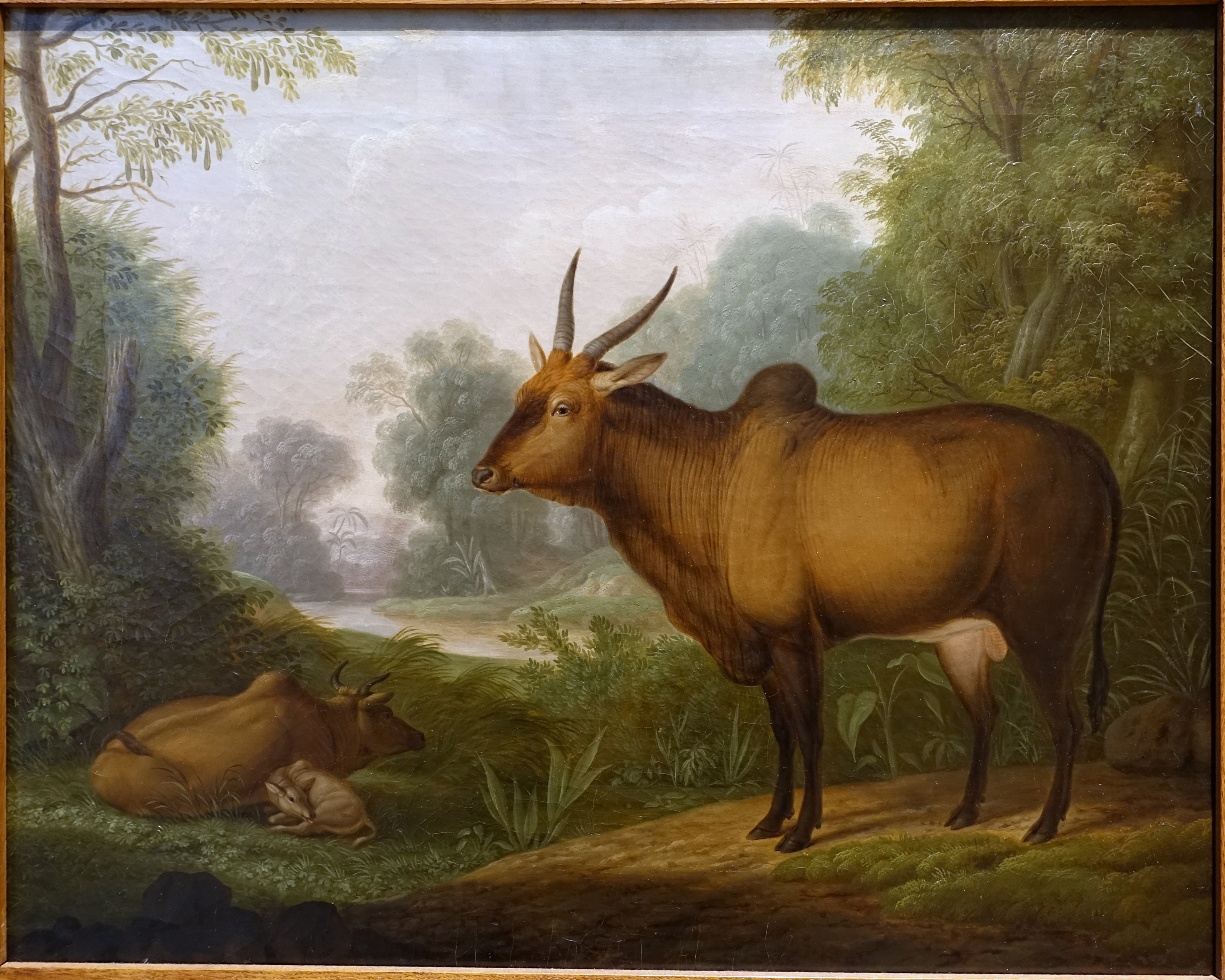
Zebus, por Christian Wilhelm Kehrer, 1820.

O zebu (nome científico: Bos indicus) ou gebo é uma espécie asiática conhecida como gado-doméstico. O zebu é às vezes tratado como uma subespécie de Bos taurus, mas não é correto descrever os animais zebuínos como Bos taurus indicus atualmente, mas sim como Bos indicus apenas porque são uma espécie diferente da Bos taurus. A população extinta de auroques selvagens (Bos primigenius) divergiu em duas linhagens genéticas distintas: o Bos taurus (taurino), sem corcunda, e o Bos indicus (indicino ou zebu), com corcunda.
O zebu se diferencia do gado taurino em algumas características principalmente físicas.
É, geralmente, corpulento e apresenta uma grande corcova cheia de reservas nutritivas. Por este motivo, é apelidado de boi de corcova. A corcova é também chamada giba, geba, bossa, cocuruto, corcunda ou cupim no Brasil, país onde a subespécie demonstrou grande potencial de adaptação.
Originário da Índia, onde o grande rebanho não tem utilização para abate, o gado foi objeto de diversos cruzamentos em dezenas de países, devido a sua natural predisposição para a adaptação e resistência.
Contabilizando as raças puras de zebu, como Sindi, Nelore, Gir, Kangayam e Guzerá e as raças neozebuínas, como Indubrasil, Tabapuã e Brahman, o zebu constitui, hoje, mais de 80% dos animais criados no Brasil — sendo um dos maiores rebanhos bovinos do mundo. Sua principal virtude econômica é a resistência ao clima quente, produzindo animais mestiços adequados para a produção de carne e leite. Seu habitat, então, está dentro da faixa intertropical.
A espécie foi introduzida no Brasil no século XIX. A Associação Brasileira dos Criadores de Zebu (ABCZ) é a entidade que controla a Registro Genealógico e as Provas Zootécnicas entre os criadores, sendo, ainda, responsável pela realização, em Uberaba, a Capital Mundial do Zebu, da Expozebu. Este evento, considerado uma das maiores feiras agropecuárias do mundo, acontece entre 1 e 10 de maio, e movimenta mais de 150 milhões de reais, reunindo normalmente mais de 40 países.

## Galeria

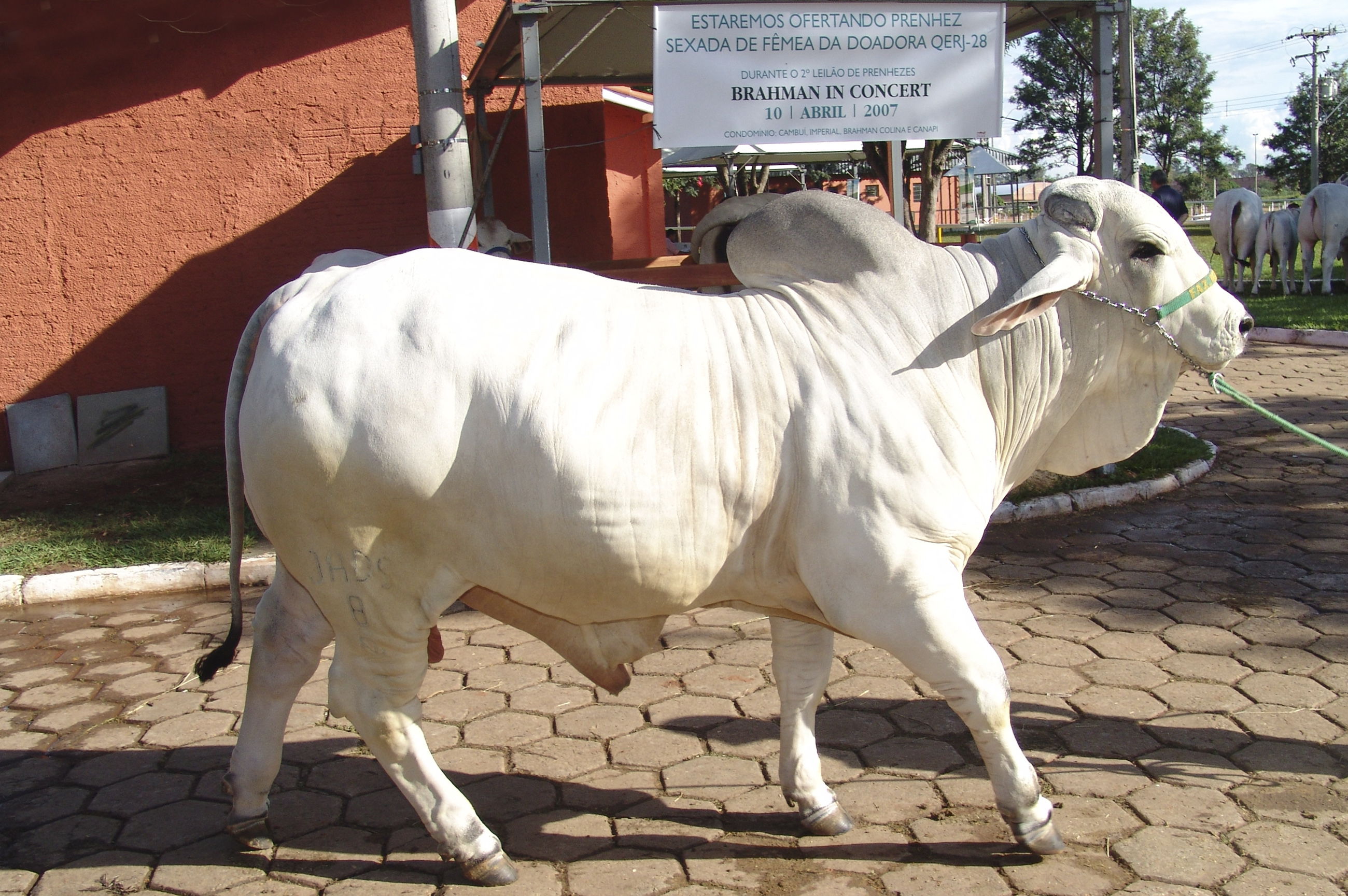
Raça Brahman
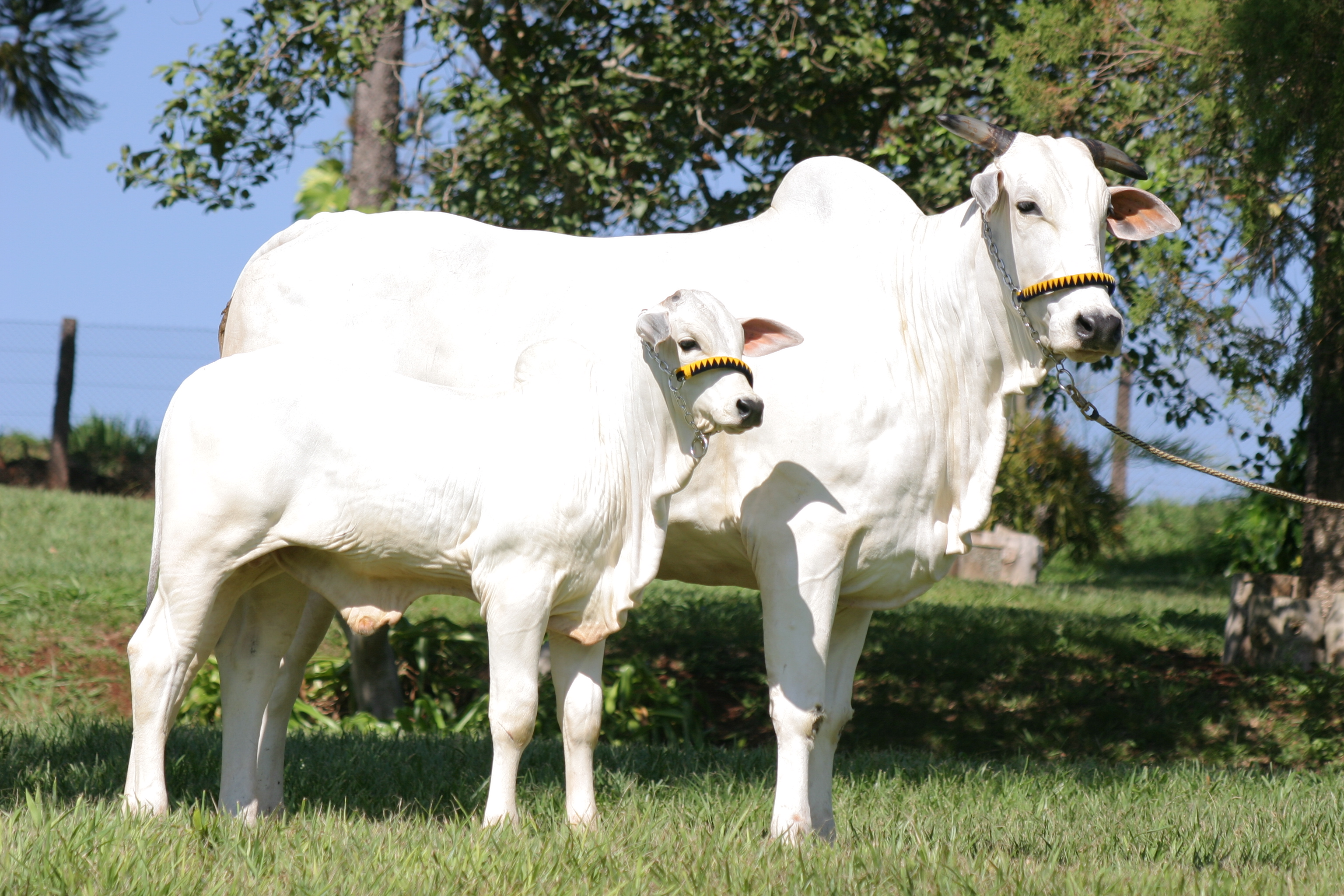
Fêmea da raça Nelore com bezerro
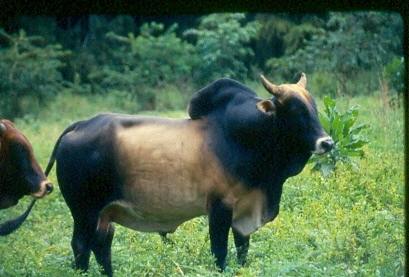
Raça camaronesa Wakwa